# Erin Kennedy

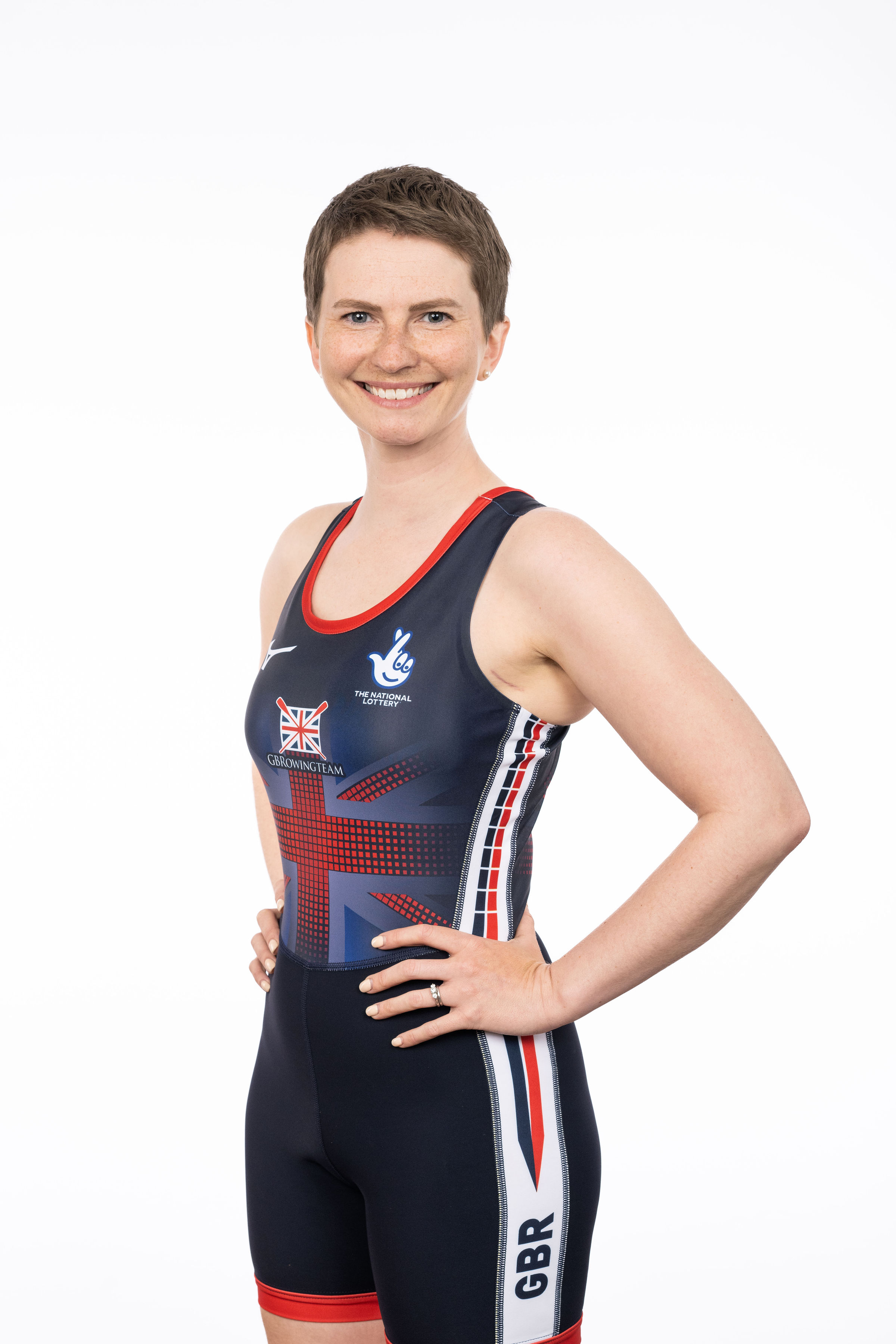
Erin Kennedy (2023)

Erin Mairead Kennedy, OBE (geboren als Erin Wysocki-Jones am 5. August 1992 in Plymouth) ist eine britische Steuerfrau im Rudern. Sie ist zweifache Siegerin bei den Paralympics und dreifache Weltmeisterin.

## Karriere
Erin Wysocki-Jones studierte Geschichte und Englisch am Pembroke College der University of Oxford und begann dort auch mit dem Rudersport. Zwei Jahre nach ihrer Graduierung debütierte sie im Nationalteam. Bei ihrer ersten Meisterschaftsteilnahme wurde sie 2017 mit dem Frauen-Achter Vierte der Europameisterschaften. 2018 wechselte sie als Steuerfrau zum Pararudern. Bei den Weltmeisterschaften 2018 in Plowdiw steuerte sie Ellen Buttrick, Grace Clough, Oliver Stanhope und Daniel Brown zum Weltmeistertitel in der Bootsklasse in der Bootsklasse PR3-Mixed-Vierer mit Steuerfrau, wobei die Crew weniger als zwei Sekunden Vorsprung vor dem Vierer aus den Vereinigten Staaten hatte. Im Jahr darauf bei den Weltmeisterschaften in Linz/Ottensheim überquerten Ellen Buttrick, Giedre Rakauskaite, James C. Fox, Oliver Stanhope und Erin Wysocki-Jones die Ziellinie mit zwölf Sekunden Vorsprung auf den US-Vierer. Im April 2021 bei den Europameisterschaften in Varese siegten Buttrick, Rakauskaite, Fox, Stanhope und die mittlerweile verheiratete Erin Kennedy mit 13 Sekunden Vorsprung. Bei den wegen der COVID-19-Pandemie erst 2021 ausgetragenen Paralympics in Tokio trat der Vierer in der gleichen Besetzung an und siegte mit elf Sekunden Vorsprung vor dem Vierer aus den Vereinigten Staaten. Für den Sieg bei den Paralympics wurden die Crewmitglieder mit der Neujahrsliste 2022 als Member in den Order of the British Empire aufgenommen, 2025 erfolgte die Ernennung zum Officer des Order of the British Empire.
2022 wurde bei Erin Kennedy Brustkrebs diagnostiziert. Sie nahm dennoch an den Europameisterschaften in München teil und siegte zusammen mit Francesca Allen, Giedre Rakauskaite, Ed Fuller und Oliver Stanhope. Danach pausierte Kenendy und konzentrierte sich auf ihre Therapie. Bei den Weltmeisterschaften 2022 wurde Kennedy von Morgan Baynham-Williams vertreten. 2023 kehrte Kennedy zurück. Bei den Europameisterschaften in Bled siegten Francesca Allen, Giedre Rakauskaite, Morgan Fice-Noyes, Ed Fuller und Erin Kennedy mit fünf Sekunden Vorsprung vor dem deutschen Vierer. In der gleichen Besetzung gewann das britische Boot auch den Titel bei den Weltmeisterschaften in Belgrad. 2024 bei den Europameisterschaften in Szeged siegte das britische Boot mit Francesca Allen, Josh O’Brien, Giedre Rakauskaite, Ed Fuller und Erin Kennedy mit fast 13 Sekunden Vorsprung vor dem französischen Vierer. In Paris bei den Paralympics 2024 gewann die britische Crew mit drei Sekunden Vorsprung vor dem Boot aus den Vereinigten Staaten, die Franzosen erruderten Bronze.